# Zelimhan Jandarbijev
Zelimhan Jandarbijev (Vidriha, Kazahsztán, 1952. szeptember 12. – Doha, Katar 2004. február 13.) irodalmár, csecsen elnök 1996-1997 között.

## Élete
Gyermekkönyveket és verseket író irodalmár volt a csecsenföldi háború kitöréséig. Ő alapította az első függetlenségpárti csecsen politikai mozgalmat.

## Csecsen elnök
Dzsohar Dudajev halála után ügyvezetőként töltötte be az elnöki posztot. Az 1997-es elnökválasztáson alulmaradt Aszlan Maszhadovval szemben. Ezután visszavonult a politikától. 2004 februárjában – valószínűleg orosz titkosügynökök – a katari Dohában felrobbantották az autóját.